# Albatros jižní
Albatros jižní (Diomedea antipodensis) je velký mořský pták z rodu Diomedea, který hnízdí na malých subantarktických ostrovech Nového Zélandu.    

## Systematika
Systematika rodu Diomedea, do kterého náleží i albatros jižní, není zcela jednoznačná. Řada druhů albatrosů, které jsou dnes považovány za samostatné druhy, byly v minulosti slučovány do jediného taxonu, kterým byl albatros stěhovavý (Diomedea exulans). John Warham v roce 1990 navrhl Diomedea exulans rozdělit do 5 poddruhů, mj. dva blíže nepojmenované druhy, které byly v roce 1992 pojmenovány jako Diomedea exulans gibsoni a Diomedea exulans antipodensis. Robertson & Nunn v roce 1998 oba taxony povýšili na samostatné druhy, což nicméně nebylo všeobecně akceptováno. Dodnes se různé taxonomické autority liší v nakládání s těmito taxony a zatímco někteří je považují za tentýž druh, jiní za dva poddruhy nebo samostatné druhy.
Následující článek pracuje s oběma taxony jako poddruhy, stejně jako IOC World Bird List nebo Novozélandský seznam ptáků vydávaný Novozélandskou ornitologickou unií. Obě autority rozlišují následující poddruhy s tímto rozšířením hnízdních kolonií:
- D. a. antipodensis Robertson, CJR & Warham, 1992 – hnízdí na ostrovech Protinožců (drtivá většina ptáků), několik párů hnízdí i na Campbellově ostrově, Chathamově a Pittově ostrově.[7][8] Na moři se vyskytuje od jižní a východní Austrálie po západní pobřeží jižní Ameriky.[6]
- D. a. gibsoni Robertson, CJR & Warham, 1992 – Aucklandovy ostrovy (95 % populace hnízdí na Adamsově ostrově, zbytek na Aucklandově ostrově a ostrově Disappointment[8]).[7] Na moři se vyskytuje v Tasmanově moři a kolem Nového Zélandu. Výjimečně zalétá až k jihozápadní Austrálii.[6]

Název poddruhu gibsoni uctívá památku Johna Douglase Gibsona, významného australského amatérského ornitologa a experta na albatrosovité.

## Popis

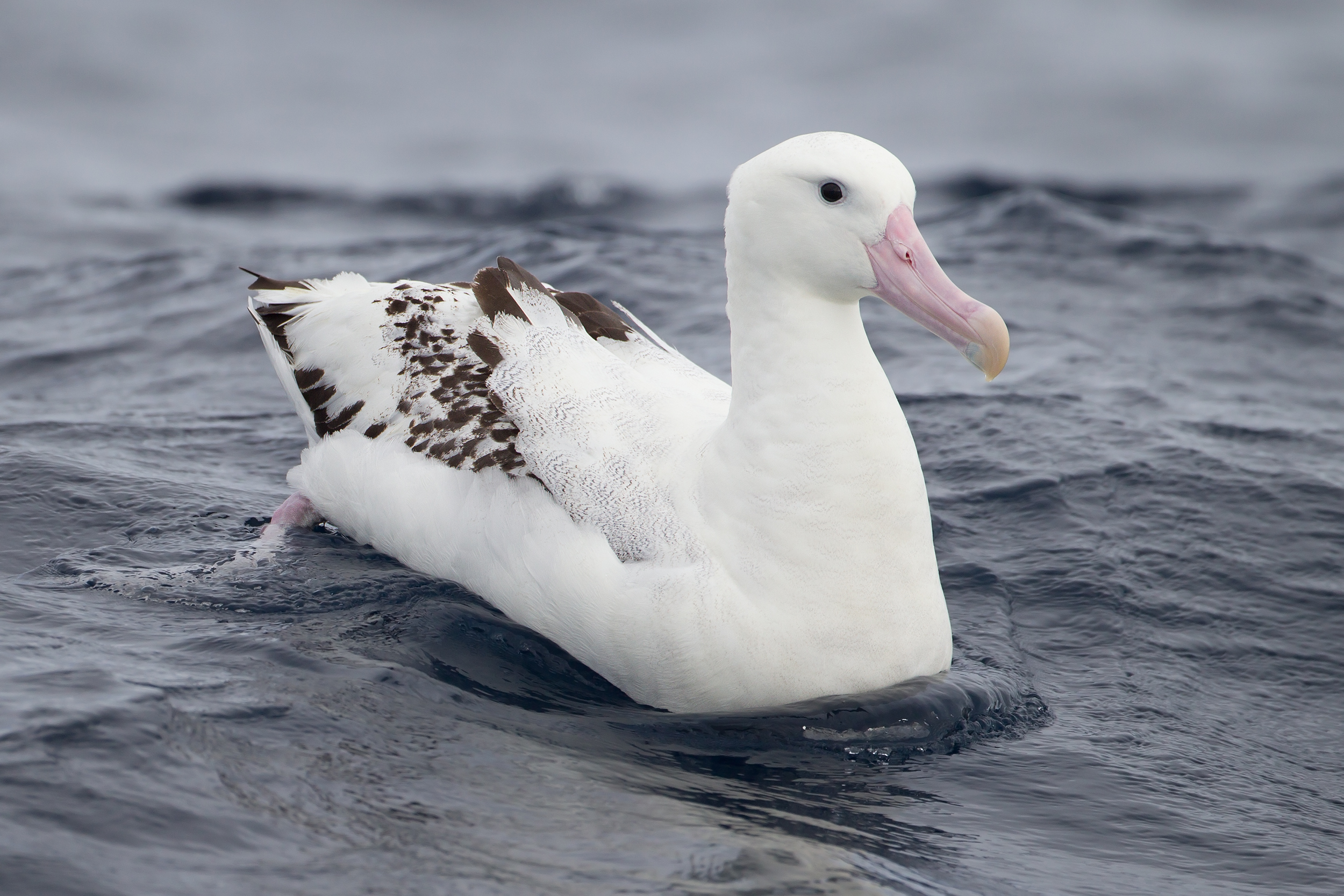
Subsp. gibsoni s převážně bílým opeřením

Albatros jižní dorůstá délky 115 cm a váhy 6,5 kg. Zobák je 135–160 mm dlouhý, růžový s krémovým koncem, a na rozdíl od albatrosa Sanfordova nemá černé okraje při řezné hraně horní čelisti. Opeření je vysoce variabilní a závisí na poddruhu a věku jedince. Pohybuje se od hnědého zbarvení s černou svrchní stranou křídel, bílými tvářemi a bílou spodní stranou křídel po převážně bílé, kdy jediná černá barva začíná v první třetině délky křídel. Subsp. gibsoni je světlejší než subsp. antipodensis.

## Biologie
Živí se desetiramenatci, rybami a zbytky vhozených zpět do moře z rybářských lodí. Potravu sbírají hlavně v noci. Vedle rybářských lodí může někdy pronásledovat i kytovce.

### Hnízdění

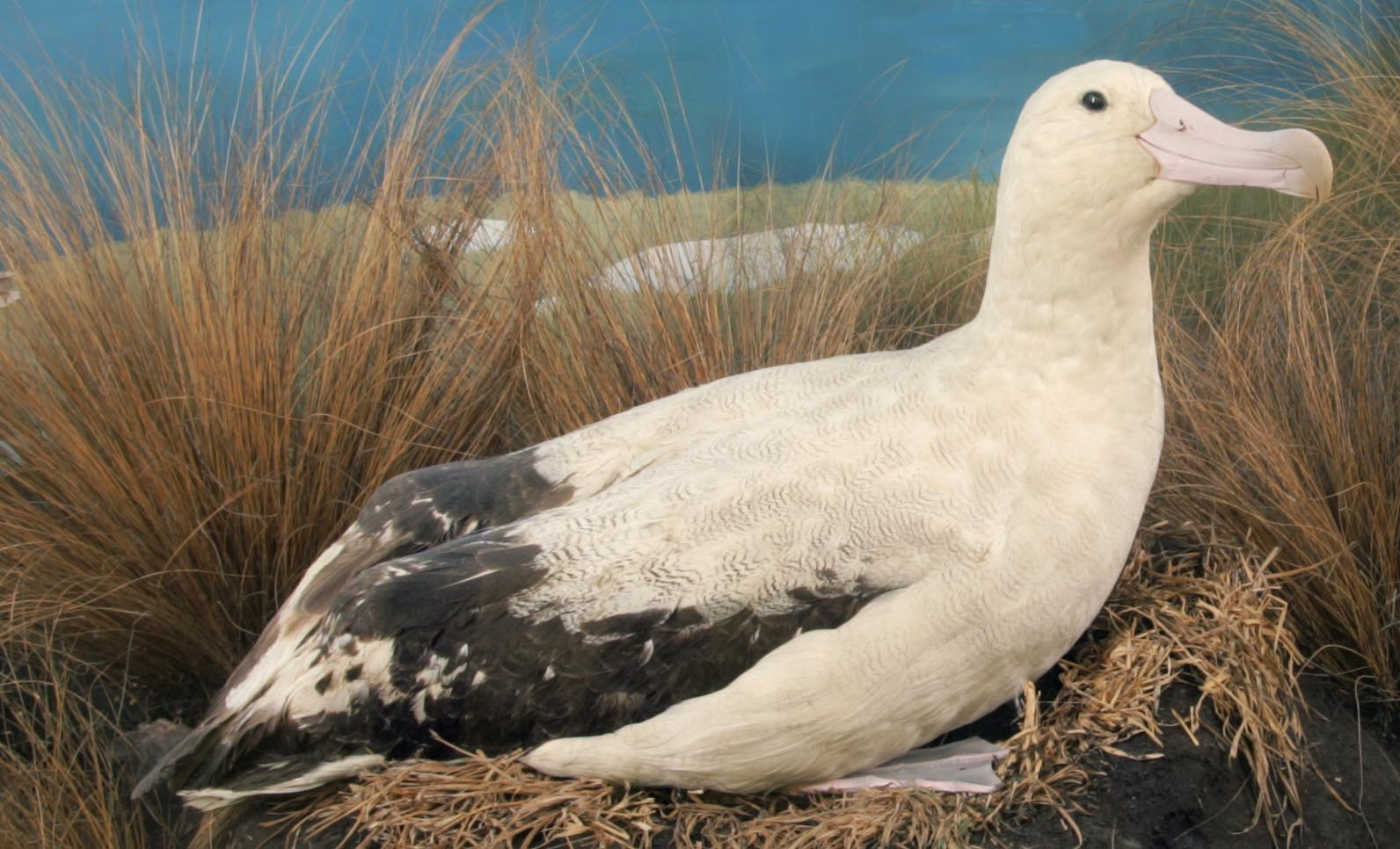
Vycpaný exemplář na hnízdě (ze sbírek Aucklandského muzea)

Albatros jižní zahnizďuje pouze jedno za dva roky. V případě neúspěšného vyvedení mláděte však může zahnízdit již následující rok. Na Aucklandových ostrovech jsou vejce kladena od prosince do počátku února, na ostrovech Protinožců o 3 týdny později. Samice klade vždy jen jedno velké bílé vejce o rozměrech 126×78 mm a váze 425 g. Vejce je kladeno do mělké prohlubně na vrcholu 20–50 cm vysoké hromádky z vegetace a zeminy. Hnízdo bývá umístěno na okraji skalní římsy nebo útesu, kde mohou dospělci snadno naskočit na stoupavé větry. Albatrosi jsou sice dokonale přizpůsobení k dlouhým letům, avšak vzlétnutí je pro ně náročné. Na vejcích sedí oba partneři po dobu kolem 80 dní v 6–10 denních směnách. Ptáčata se klubou obalena světle šedým prachovým peřím. Rodiče je měsíc zahřívají na hnízdě, avšak poté jsou ponechána na hnízdě o samotě, zatímco rodiče shání na moři potravu. K vylétnutí z hnízda dochází ve věku 9–10 měsíců. Mláďata stráví na moři následujících několik let, a mezi 3. a 14 rokem se začínají vracet do své natální kolonie, kde si hledají partnera. Jsou přísně monogamní, s týmž partnerem zůstávají celý život, avšak v případě úmrtí druha nebo družky si najdou nového partnera. K prvnímu zahnízdění dochází mezi 7.–16. rokem, mohou se dožít patrně i více než 40 let.

## Ohrožení a populace
Mezinárodní svaz ochrany přírody hodnotí albatrosa jižního jako ohrožený druh. Početnost druhu byla v roce 2016 odhadnuta na 50 000 dospělých ptáků. Populace je na poměrně dramatickém ústupu. Za hlavní příčinu se považuje interakce s rybářskými loděmi lovícími na dlouhé lovné šňůry (hlavně s rybáři lovícími tuňáky v novozélandských vodách) a také změny v distribuci potravy související s globálním oteplováním. Umírají hlavně samice, což způsobuje v populaci nevyrovnanost pohlaví. Na Aucklandově ostrově druh ohrožují i zdivočelá prasata a kočky.